# Ubisoft Kyiv
Ubisoft Kyiv (ранее Ubisoft Kiev) — компания, специализирующаяся на разработке компьютерных игр. Размещается в Киеве, Украина. Основана в апреле 2008 года в качестве подразделения французского разработчика и издателя Ubisoft.

## История компании
Об открытии компании было официально объявлено в пресс-релизе 29 апреля 2008 года. В нём же было сказано, что первое время украинское подразделение будет работать совместно с румынским, но затем перейдёт и к самостоятельной разработке компьютерных игр.
17 марта 2009 года состоялся выход Windows-версии игры Tom Clancy's H.A.W.X., которая силами шести работников компании была перенесена с Xbox 360.
На март 2010 года состав команды насчитывал шестнадцать человек. Часть разработчиков до официального открытия украинского подразделения проходили стажировку в Ubisoft Romania, и работали там над портированием аркадного авиасимулятора Blazing Angels 2: Secret Missions of WWII с Xbox 360 на Windows. По состоянию на 2010 год, согласно интервью с представителями Ubisoft Ukraine, взятом PlayGround.ru, подразделение работало над поддержкой игрового движка, разработанного основной компанией; портированием неанонсированной игры для Windows (вероятно, одной из игр Assassin’s Creed), а также разработкой игр совместно с другими студиями Ubisoft.
Летом 2016 года, на базе киевской студии был открыт отдел тестирования игр Ubisoft.
В 2018 году была основана Ubisoft Odesa в Одессе, которая совместно с киевской студией оказывает помощь в разработке игр основных студий Ubisoft.
В 2019 году студия переименовалась в Ubisoft Kyiv для того, чтобы отобразить украинское произношение столицы Украины.

## Разработанные игры
- 2009 — Tom Clancy’s H.A.W.X. (портирование на Windows)[3][5]
- 2009 — Assassin’s Creed II (портирование на Mac OS X)
- 2010 — Assassin’s Creed: Brotherhood (портирование на Mac OS X)
- 2010 — Tom Clancy’s Splinter Cell: Conviction (портирование на Mac OS X)
- 2011 — From Dust (портирование на Windows)
- 2011 — Driver: San Francisco (портирование на Windows)
- 2011 — Assassin’s Creed: Revelations (портирование на Windows)
- 2012 — Tom Clancy’s Ghost Recon: Future Soldier (портирование на Windows)[9][10][11]
- 2012 — Assassin’s Creed III (портирование на Windows)
- 2013 — Assassin’s Creed IV: Black Flag (портирование на Windows)
- 2014 — Assassin’s Creed: Unity (портирование на Windows)
- 2014 — Far Cry 4 (портирование на Windows)
- 2015 — Assassin’s Creed Rogue (портирование на Windows)
- 2015 — Assassin’s Creed Syndicate (совместная разработка)
- 2015 — Tom Clancy’s Rainbow Six Siege (совместная разработка)
- 2016 — Far Cry Primal (портирование на Windows)
- 2016 — Trials of the Blood Dragon (совместная разработка Windows-версии)
- 2016 — Steep (совместная разработка Windows-версии)[12]
- 2016 — Watch Dogs 2 (совместная разработка)
- 2017 — Assassin’s Creed Origins (совместная разработка Windows-версии)
- 2017 — Tom Clancy’s Ghost Recon Wildlands (совместная разработка Windows-версии)
- 2018 — Far Cry 5 (совместная разработка Windows-версии)
- 2018 — Assassin’s Creed Odyssey (совместная разработка Windows-версии)
- 2019 — Far Cry New Dawn (совместная разработка Windows-версии)
- 2019 — Trials Rising (совместная разработка Windows-версии)
- 2020 — Watch Dogs: Legion (совместная разработка Windows-версии)
- 2020 — Assassin’s Creed Valhalla (совместная разработка Windows-версии)
- 2021 — Far Cry 6 (совместная разработка Windows-версии)
- 2021 - Riders Republic (совместная разработка)
- 2022 - Tom Clancy's Rainbow Six: Extraction (совместная разработка)
- 2023 - The Settlers: New Allies (совместная разработка)
- 2023 - The Crew Motorfest (совместная разработка)
- 2023 - Assassin's Creed Mirage (совместная разработка)
- 2023 - Avatar: Frontiers of Pandora (совместная разработка)
- 2024 - Prince of Persia: The Lost Crown (совместная разработка)
- 2024 - Skull and Bones (совместная разработка)